# Brödraskapet (bok av Robyn Young)
Brödraskapet är en bok i serien om den unge Will Campbell och hans vän Garen de Lyons av Robyn Young.

## Handling
Campbell och de Lyons tränas för att upptas som riddare för Tempelorden. Tillsammans ska de försöka skydda en bok vid namn Graals Bok. I skriften står det att islam, judendom och kristendom har en gemensam kärna. I Östlandet pågår det stora kriget mellan mongolerna och mamlukerna. Mamlukerna vinner striden och den mamlukiske officeren griper makten och utropar sig till sultan över landet. Tillsammans med sina vänner och sin älskade Elwen ska de försöka skydda en hemlighet som många är ute efter.